# Platonivka, Rozdilna
Platonivka (în ucraineană Платонівка) este un sat în comuna Velîka Mîhailivka din raionul Rozdilna, regiunea Odesa, Ucraina.

## Demografie
Componența lingvistică a localității Platonivka
     Ucraineană (93,75%)
     Română (6,25%)
Conform recensământului din 2001, majoritatea populației localității Platonivka era vorbitoare de ucraineană (93,75%), existând în minoritate și vorbitori de română (6,25%).